# Kirton Sutton
Kirton Sutton (ur. 4 stycznia 1968) – piłkarz z Turks i Caicos, bramkarz, reprezentant drużyny narodowej. Reprezentował także swój kraj w krykiecie.

## Piłka nożna
Kirton Sutton gra w rodzimym zespole Police FC.
Podczas eliminacji do Mistrzostw Świata 2002 Sutton wystąpił w jednym spotkaniu, w którym reprezentacja Turks i Caicos na wyjeździe podejmowała reprezentację Saint Kitts i Nevis. Mecz przebiegał pod dyktando reprezentantów Saint Kitts i Nevis, którzy gościom strzelili osiem bramek (goście nie strzelili żadnego). W meczu rewanżowym reprezentanci Saint Kitts i Nevis pokonali swoich rywali 6–0, a Sutton spędził cały mecz na ławce rezerwowych. Jak się później okazało, była to jedyna większa impreza, w której Sutton miał okazję reprezentować barwy narodowe.

## Krykiet
Kirton Sutton reprezentował także swój kraj w krykiecie. W reprezentacji zadebiutował 17 lutego 2006 roku w wygranym meczu przeciwko reprezentacji Chile (trzecia dywizja mistrzostw Ameryki). Ostatnie rozegrał 5 kwietnia 2008 roku, kiedy to Panama wyszła zwycięsko z potyczki z reprezentacją z Karaibów (druga dywizja mistrzostw Ameryki). W całej karierze reprezentował swój kraj w pięciu spotkaniach.